# Хёкендорф
Хёкендорф (нем. Höckendorf) — бывшая коммуна в немецкой федеральной земле Саксония. С 1 января 2013 года входит в состав общины Клингенберг.
Подчиняется земельной дирекции Дрезден и входит в состав района Саксонская Швейцария — Восточные Рудные Горы  На 2015 год население Хёкендорфа составляло 1344 человека. Занимает площадь 36,65 км². 
Коммуна подразделялась на 6 сельских округов.

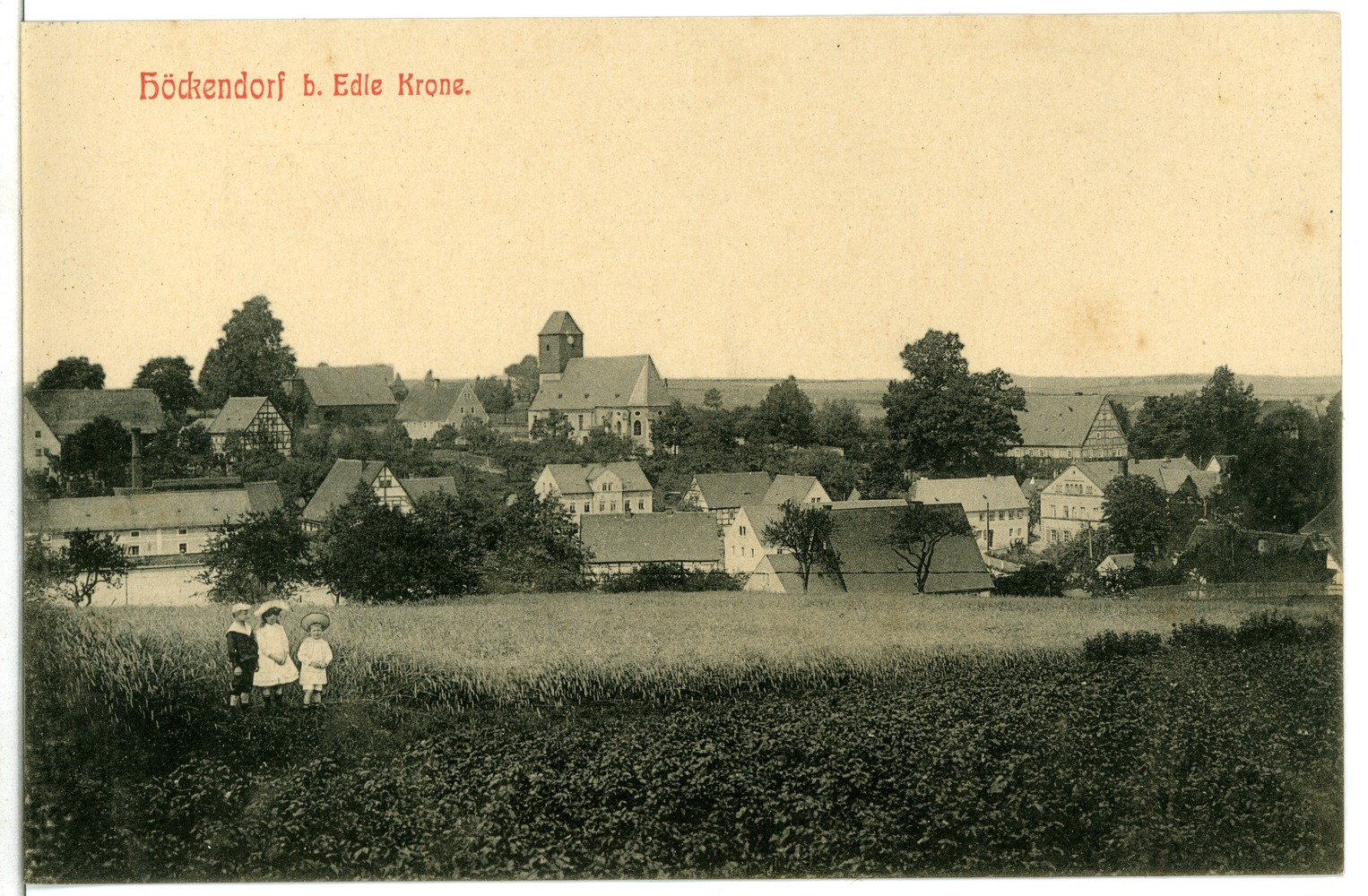
Вид на Хёкендорф (ок. 1910 года)